# 角隈石宗
角隈石宗（日语：／ Tsunokuma Sekisō，？—1578年12月10日），日本戰國時代及安土桃山時代武將，大友氏家臣。

## 略歴
仕於豐後國大友義鑑及義鎮（宗麟）父子，初期以武田流、小笠原流的兵法擔任大友軍的軍配者，也擅長占術及氣象預測。以大友氏的軍師身分存在。宗麟幼少時，擔任其軍學講師。
是個人格高尚的人，由於精通日本各宗派，受到宗麟、義統以及所有家臣的尊敬。根據記錄，石宗是「道學兼備的人」，「道」是指禮儀作法等人間應遵循規範的總稱（人間學）；「學」是指兵法、神佛知識、氣象学、天文學、易學等知識。宣教師描述石宗是「與人談論道理都符合「道」的規範，真誠、值得倚賴、文武雙全」。
天文19年（1550年）菊池義武造反，參與肥後國征伐及豐前國平定軍。天正6年（1578年），宗麟打算討伐薩摩國的島津氏，石宗予以勸諫，但宗麟不聽從石宗的諫言執意出陣。石宗於是有了死的覺悟，將自己所有的兵法書全部燒毀後隨軍出陣，於耳川之戰中陣亡。